# Высшая лига Б
Высшая лига Б — бывшая четвёртая по силе лига в структуре Российского баскетбола, существовавшая до 2009 года. На данный момент Высшая лига А и Высшая лига Б объединены в единую Высшую лигу.
После регулярного чемпионата в финальный этап выходили по 2 лучшие команды из каждый зоны. Затем игрался турнир в один круг. Победитель выходил в Высшую лига А.

## Участники в сезоне 2008/2009 гг.

### Зона Урал-Сибирь
- Тобольск-Нефтехим (Тобольск)
- НГУ (Новосибирск)
- Янтарь-ТГАСУ (Томская область)
- БК 17х16 (Омская область)
- Университет (Магнитогорск)

### Зона Центр
- Десна (Брянск)
- СДЮСШОР (Тольятти)
- Северсталь-ИнжЭкон (Череповец)
- ОрелГТУ-ОЛИМП (Орловская область)
- Эльбрус (Черкесск)
- Автодор-2 (Саратов)
- Кострома (Кострома)
- Университет (Ижевск)